# Świnak
Świnak (biał. Сьвіно, Świno) – niewielkie jezioro na Białorusi, w obwodzie mińskim, w rejonie miadzielskim. Wchodzi w skład Bołduckiej Grupy Jezior. Znajduje się na terenie Parku Krajobrazowego „Błękitne Jeziora”. Położone jest w dorzeczu Straczy, 11 km od granicy białorusko-litewskiej. Długość linii brzegowej wynosi ok. 280 m.
Jezioro w latach 1922–1939 (1945) leżało na terytorium II Rzeczypospolitej.